# Piekło (łąka)
Piekło – polana w Beskidzie Wyspowym. Znajduje się na lewym brzegu rzeki Kamienica, u wschodnich podnóży Miznówki, w granicach wsi Lubomierz w województwie małopolskim, w powiecie limanowskim, w gminie Mszana Dolna.
Piekło położone jest na płaskim terenie, na wysokości około 630 m n.p.m. Na mapach Geoportalu ma status łąki. Od drogi wojewódzkiej nr 968 brodem przez rzekę Kamienica, środkiem polany i później lesistym stokiem Miznówki biegnie gruntowa droga. 
Łąki i polany stanowiły dawniej dla ludności wiejskiej Beskidu Wyspowego jedno z głównych źródeł utrzymania. Po II wojnie światowej rolnictwo w surowych górskich warunkach i na ubogich glebach coraz bardziej traciło na znaczeniu, i od lat 90. XX wieku stało się w wielu przypadkach ekonomicznie nieopłacalne. Zaprzestano pasterstwa na wysokogórskich polanach, a także koszenia wielu łąk.  

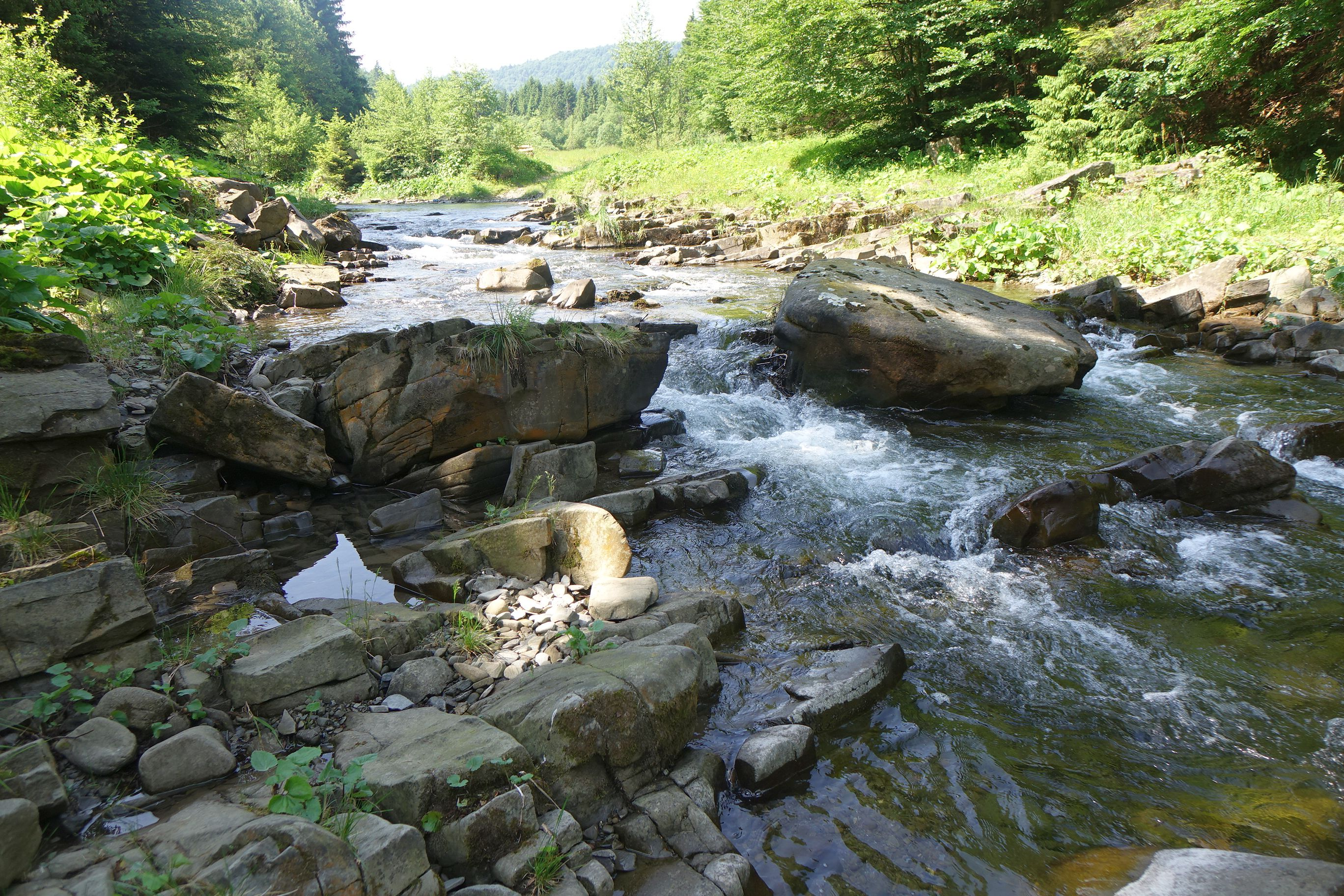
Bród przez Kamienicę i skraj polany Piekło